# Закордонна група Української комуністичної партії
Закордонна група українських комуністів (Закордонна група Української комуністичної партії) — політична організація, створена у березні 1920 р. у Відні В. Винниченком.

## Історична довідка
Ця група об’єднувала на засадах українського націонал-комунізму кілька десятків колишніх членів Закордонної групи Української соціал–демократичної робітничої партії. Встановлено, що до націонал-комуністичної доктрини наблизилася Закордонна група українських комуністів, утворена 9-14 вересня 1919 р. на закордонній конференції УСДРП у Відні. Передусім це відбулося під впливом В. Винниченка, який на кінець 1919 р. еволюціонував до націонал-комунізму.Організаційно й ідеологічно група діяла цілком самостійно від Української комуністичної партії (УКП), хоча постійно декларувала свою приналежність до неї.
Головна мета — створити в Україні потужну національно-комуністичну партію, альтернативну більшовицькій, і з її допомогою — самостійну радянську соціалістичну державу. Організатор і керівник — В. Винниченко, провідні члени — В. Левинський, Г. Паламар, В. Мазуренко, Г. Піддубний. Осередки організації знаходилися в Празі (Чехословаччина), Берліні (Німеччина), була також спроба створити їх у Канаді.
Друкований орган — щотижнева газета «Нова доба» (виходила у Відні). Група активно вела видавничу роботу (близько 30 книг).
Керівництво УКП від листопада 1920 р. (після короткочасного перебування в УСРР В. Винниченка) всіляко намагалося відмежуватися від Закордонної групи Української комуністичної партії, звинувачуючи її в контрреволюційності, націоналізмі та некомуністичності. Причини цього полягали в різкій публічній критиці з боку Закордонної групи політики РКП(б)–КП(б)У щодо українського питання, цькуванні останніми УКП, а також прагненні групи сконсолідувати всю соціалістичну українську еміграцію в єдиний фронт. 
1921 року від Закордонної групи відійшли деякі її члени (В. Мазуренко, З. Висоцький, Г. Піддубний та ін.), дехто з них невдовзі увійшов до УКП. У жовтні 1921 року Група самоліквідувалася.